# Campionato sudamericano maschile di pallacanestro 1963
Il 20º Campionato dell'America Meridionale Maschile di Pallacanestro (noto anche come FIBA South American Championship 1963) si è svolto dal 14 febbraio al 4 marzo 1963 a Lima in Perù. Il torneo è stato vinto dalla nazionale brasiliana.
I FIBA South American Championship sono una manifestazione contesa dalle squadre nazionali dell'America meridionale, organizzata dalla CONSUBASQUET (Confederazione America Meridionale), nell'ambito della FIBA Americas.

## Squadre partecipanti
- Argentina
- Bolivia
- Brasile
- Cile
- Colombia
- Ecuador
- Paraguay
- Perù
- Uruguay

## Classifica finale
| Pos | Squadra   | V-P |
| --- | --------- | --- |
|     | Brasile   | 7-1 |
|     | Perù      | 7-1 |
|     | Uruguay   | 7-1 |
| 4   | Argentina | 5-3 |
| 5   | Paraguay  | 4-4 |
| 6   | Ecuador   | 3-5 |
| 7   | Cile      | 2-6 |
| 8   | Colombia  | 1-7 |
| 9   | Bolivia   | 0-8 |